# Rutyliusz
Rutyliusz – imię męskie pochodzenia łacińskiego, nazwa jednego z ludów romańskich. Pochodzi od wyrazu rutilus – "czerwony, rudy". Patronem tego imienia jest św. Rutyliusz (II/III wiek).
Rutyliusz imieniny obchodzi 2 sierpnia.
Znane osoby noszące imię Rutyliusz: 
- Rutilius Namatianus, poeta rzymski żyjący w V wieku; jeden z ostatnich przedstawicieli literatury pogańskiej.